# Ammotrecha cobinensis
Ammotrecha cobinensis är en spindeldjursart som beskrevs av Muma 1951. Ammotrecha cobinensis ingår i släktet Ammotrecha och familjen Ammotrechidae. Inga underarter finns listade i Catalogue of Life.